# 270588 Laurieanderson
270588 Laurieanderson este o planetă minoră (asteroid) din Mars-crossing asteroid⁠(d). A fost descoperită pe 7 iunie 2002 la Haleakalā Observatory⁠(d) de Near Earth Asteroid Tracking. 
Obiectul prezintă o orbită caracterizată de o semiaxă mare de 2,3336619283124 UAi, o excentricitate de 0,35417748914264, o înclinație de 6,1082093094813 ° în raport cu ecliptica.